# The Golden Spurs (film 1915)
The Golden Spurs è un cortometraggio muto del 1915 diretto da Lloyd B. Carleton. Basato su un soggetto di Joseph F. Poland, il film aveva come interpreti Bessie Eyton, Wheeler Oakman, Edward Peil Sr., Richard Morris, Edwin Wallock.

## Trama
La bella Helen Ryder è oggetto delle attenzioni di due ufficiali, Dick Belmont e George Favre. Lei, tra i due, sceglie Dick annunciando il fidanzamento durante un ricevimento a casa sua. Dick incorre però nel sospetto di avere rubato al padre di lei, il colonnello Ryder, un magnifico paio di speroni dorati che, in realtà, sono stati rubati dal fratello di Helen, costrettovi da Favre che vuole mettere così in cattiva luce il suo rivale. Rotto il fidanzamento e cacciato dal servizio militare, Dick va a vivere nella giungla. Un giorno, Helen, per sfuggire alle ardenti avances di Favre con cui si è recata nella boscaglia, cerca rifugio nella capanna di Dick. Questi, non avendo altre armi per difendersi da un leone che li attacca, cerca di spaventarlo con una torcia accesa, ma dà fuoco alla capanna. Le fiamme sono viste dai cacciatori che riescono a salvare i due, mentre nei pressi viene trovato il corpo di Favre, vittima di un leopardo.

## Produzione
Il film fu prodotto dalla Selig Polyscope Company, usando per le riprese gli animali dello zoo di Nicholas Selig.

## Distribuzione
Distribuito dalla General Film Company, il film - un cortometraggio in tre bobine - uscì nelle sale cinematografiche statunitensi il 16 dicembre 1915.